# 82e division aéroportée
Pour les articles homonymes, voir 82e division.
La 82e division aéroportée — 82nd Airborne Division — est une division de parachutistes de l’armée des États-Unis d’Amérique. Elle s’est distinguée lors du débarquement de Normandie, a participé à l’opération Market Garden et à la bataille des Ardennes. En 2003, elle participe à la conquête de l’Irak.

## LaPremière Guerre mondiale
À l’origine, il s’agit d’une division d’infanterie. La 82e division d’infanterie — 82nd Infantry Division — est constituée en août 1917 à Camp Gordon en Géorgie, avec des hommes provenant de tous les états des États-Unis, d’où le surnom « All-Americans ». Elle entre en campagne en France en 1918 où elle enregistre 1 298 tués au combat et 6 248 blessés. Elle est dissoute après-guerre.
Elle participe à la bataille de Saint-Mihiel puis à l'offensive Meuse-Argonne.

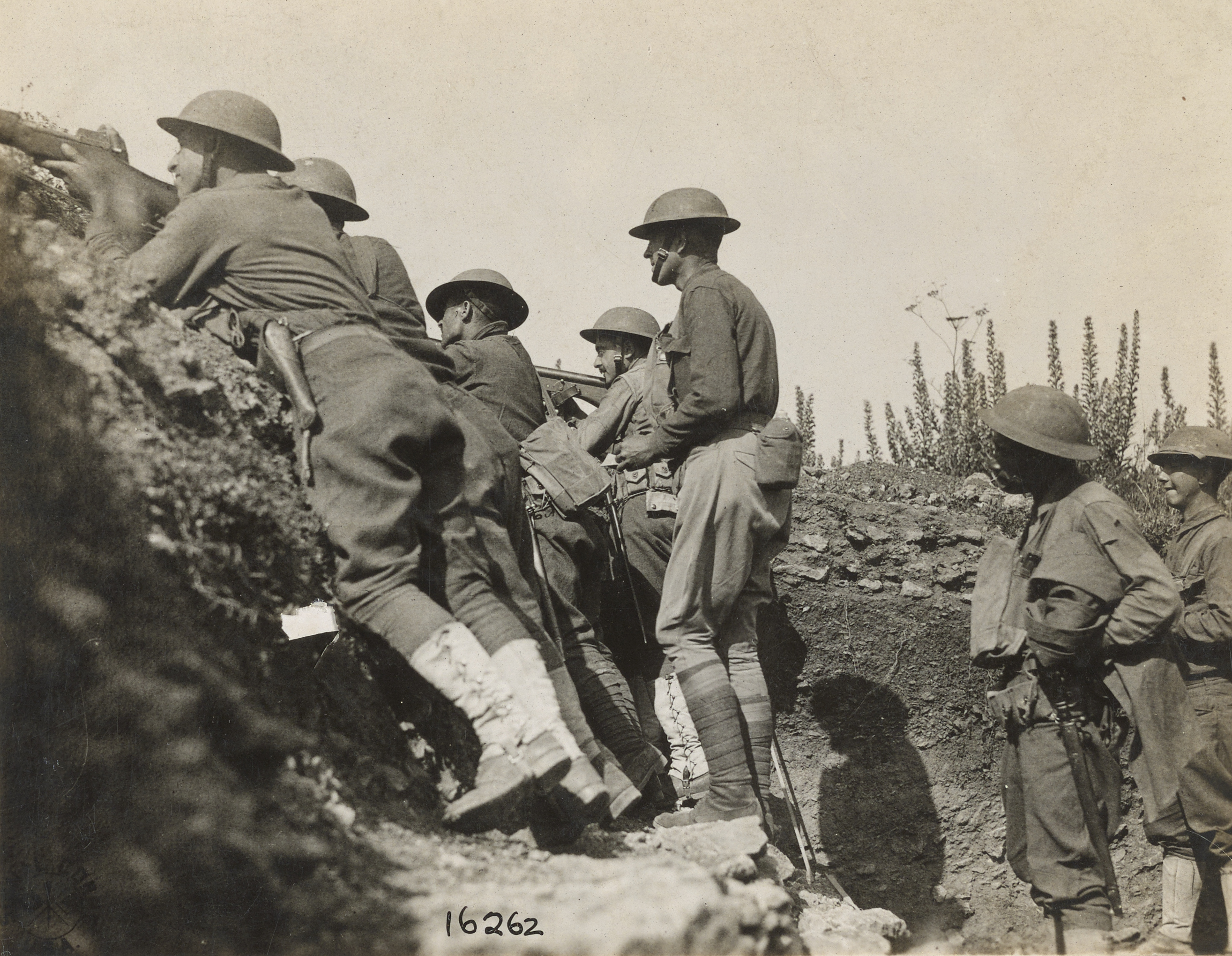
Membres du 325e régiment le 1 juillet 1918.

## LaSeconde Guerre mondiale
Le 25 mars 1942, l’unité est reconstituée en Louisiane en tant que division d’infanterie sous le commandement d’Omar Bradley. En août 1942, ce dernier, désigné pour une autre fonction, est remplacé par le brigadier general Matthew B. Ridgway.
La division est réorganisée et devient alors la première division aéroportée américaine. Le 15 août, elle prend le nom de 82nd Airborne Division. En octobre 1942, elle s’installe à Fort Bragg en Caroline du Nord. Le même mois, le 504e régiment d'infanterie parachutiste est intégré à la 82e puis c'est le cas également du 505e parachutiste et du 325e régiment d'infanterie transporté par planeur.
La division est rattachée au XVIIIe corps aéroporté américain.

### Afrique du Nord
Le 10 mai 1943, la division qui stationne en Nouvelle-Angleterre est transférée à Casablanca au Maroc puis rejoint, par train ou camion, la Tunisie.
C'est de la ville de Kairouan, située au sud de Tunis, que la 82e s'élance pour son premier saut opérationnel de combat : l'invasion de la Sicile.

### Participation à lacampagne d’Italie
Le 9 juillet 1943, le 504e régiment de la division, sous les ordres du colonel Gavin et, le 11 juillet, le 505e sont parachutés près de Gela dans le cadre de l'Opération Husky, nom de code du débarquement en Sicile.
10 % des avions de transport du 505e régiment sont abattus par les tirs amis des canonniers de l'US Navy qui les ont confondus avec des avions allemands.
En outre, en raison de mauvaises références visuelles et de vents dépassant 50 km/h, deux bataillons touchent le sol à plus de 50 km de la zone de largage prévue et le troisième bataillon est quant à lui dispersé à plus de 80 km.
En dépit de ces mauvaises conditions de largage, les parachutistes parviennent à s'organiser pour ralentir le déploiement des unités allemandes et permettre ainsi aux troupes transportées par bateau de prendre pied sur les plages de débarquement.
En septembre 1943, 2 500 hommes de la division, sous les ordres du colonel Gavin, sautent de nuit dans le golfe de Salerne dans le cadre de l’opération Avalanche.
Le 1er octobre 1943, la division entre à Naples.

### Bataille de Normandie
En avril 1944, la division est transportée en Angleterre en prévision de l’opération Overlord.
Elle est alors constituée des 505e, 507e et 508e régiments d’infanterie parachutée (Parachute Infantry Regiment) — ainsi que du 504e qui se reconstitue après ses pertes en Italie —, du 325e régiment aéroporté (Glider Infantry Régiment), de trois bataillons d’artillerie de campagne et d’un bataillon d’artillerie antiaérienne.
Le soir du 5 juin 1944, les éclaireurs (pathfinders) de la 82e division aéroportée, équipés de balises radio et de moyens de communication, sont les premiers soldats alliés à décoller de la base de RAF North Witham puis, peu de temps après, les premiers à toucher le sol français en vue de baliser les zones de largage des deux divisions de parachutistes américains : la 82e et la 101e.

Peu après, dans la nuit du 5 au 6 juin, la 82e et la 101e sautent sur le flanc ouest de la plage d'Utah Beach prévue pour le débarquement, au sud-est de la péninsule du Cotentin. Un détachement de la 82e s’empare de Sainte-Mère-Église.

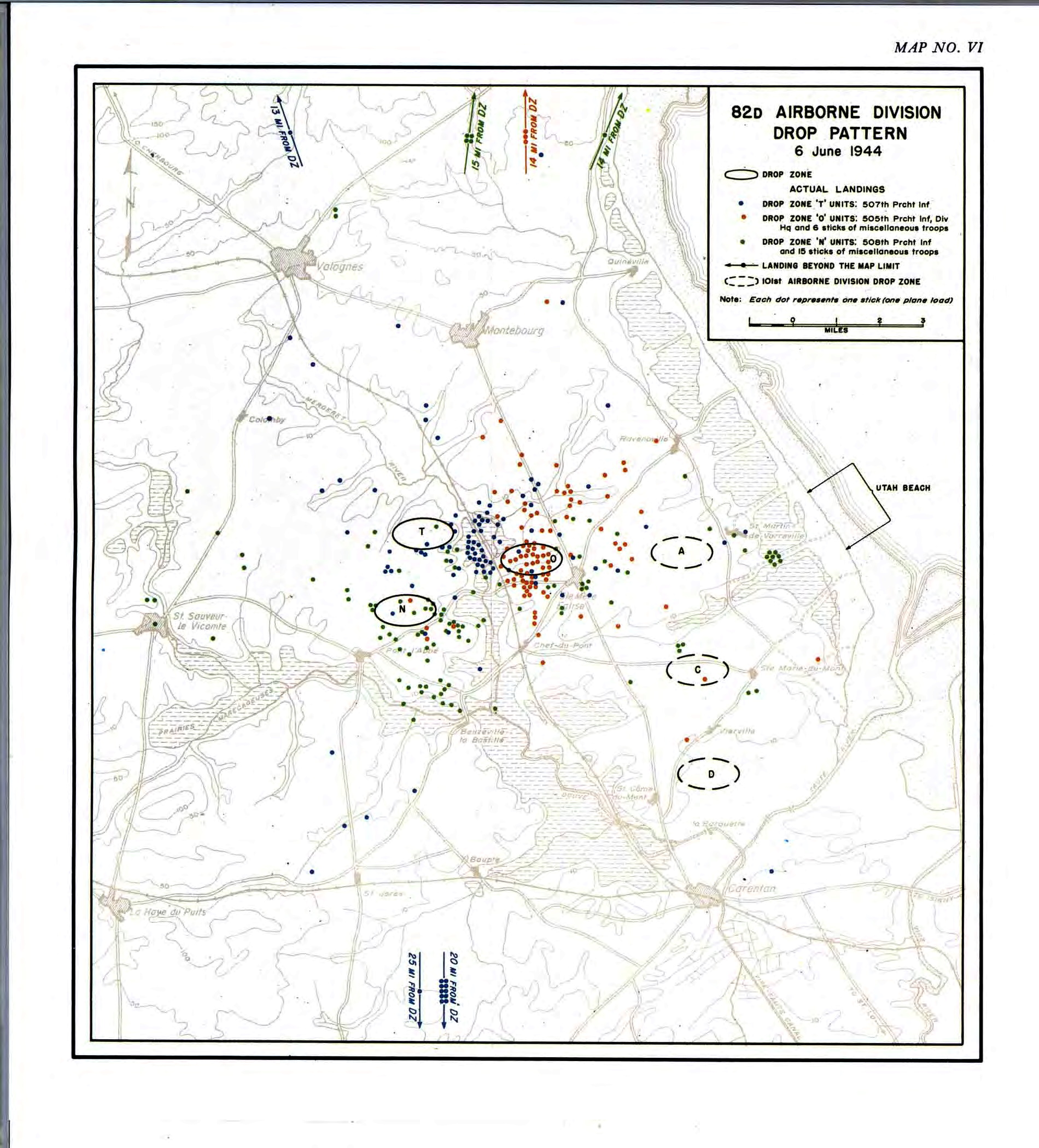
Schéma de largage de la 82e division aéroportée le 6 juin 1944
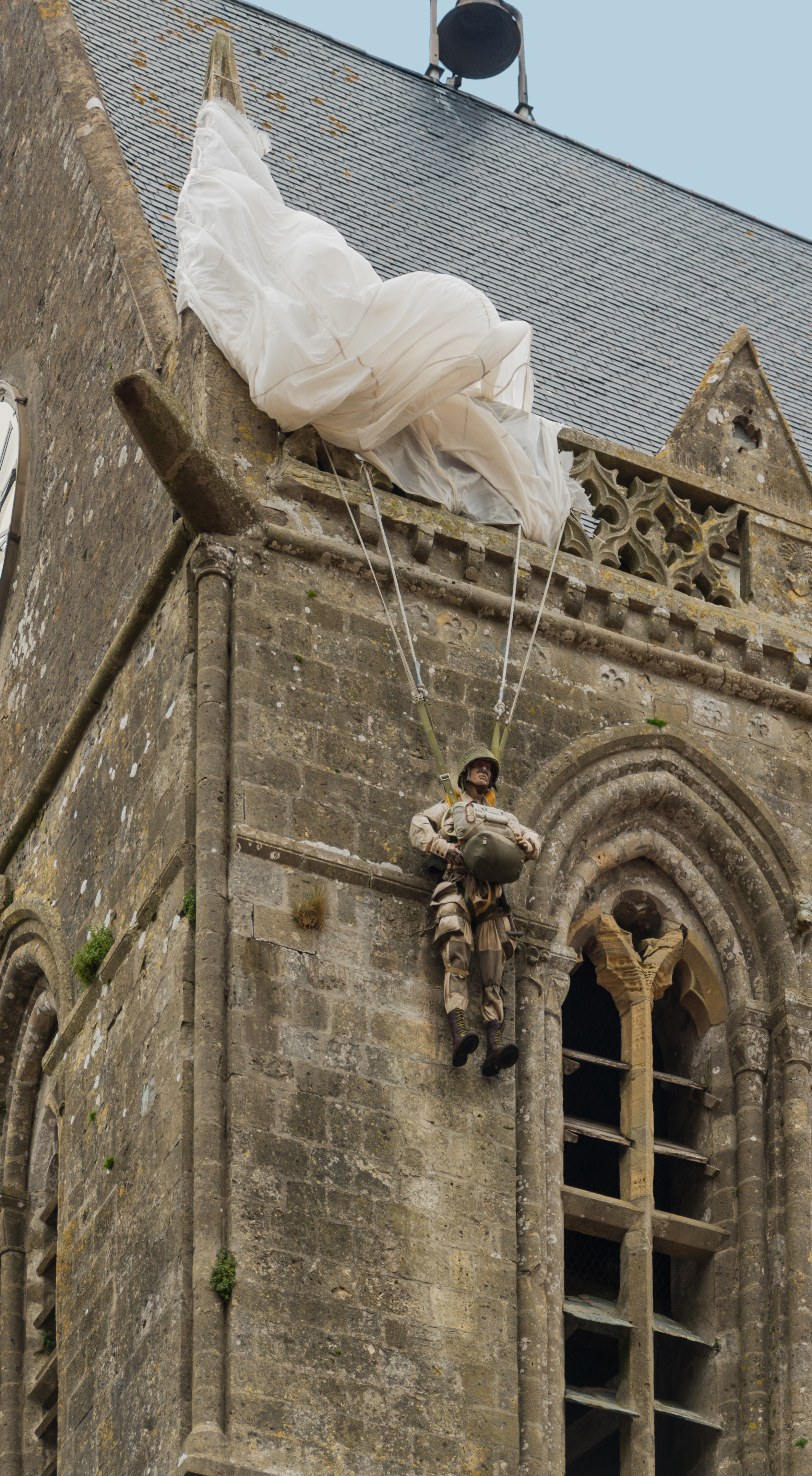
Mannequin de John Steele, de la 82e division aéroportée sur le clocher de l'église de Sainte-Mère-Église
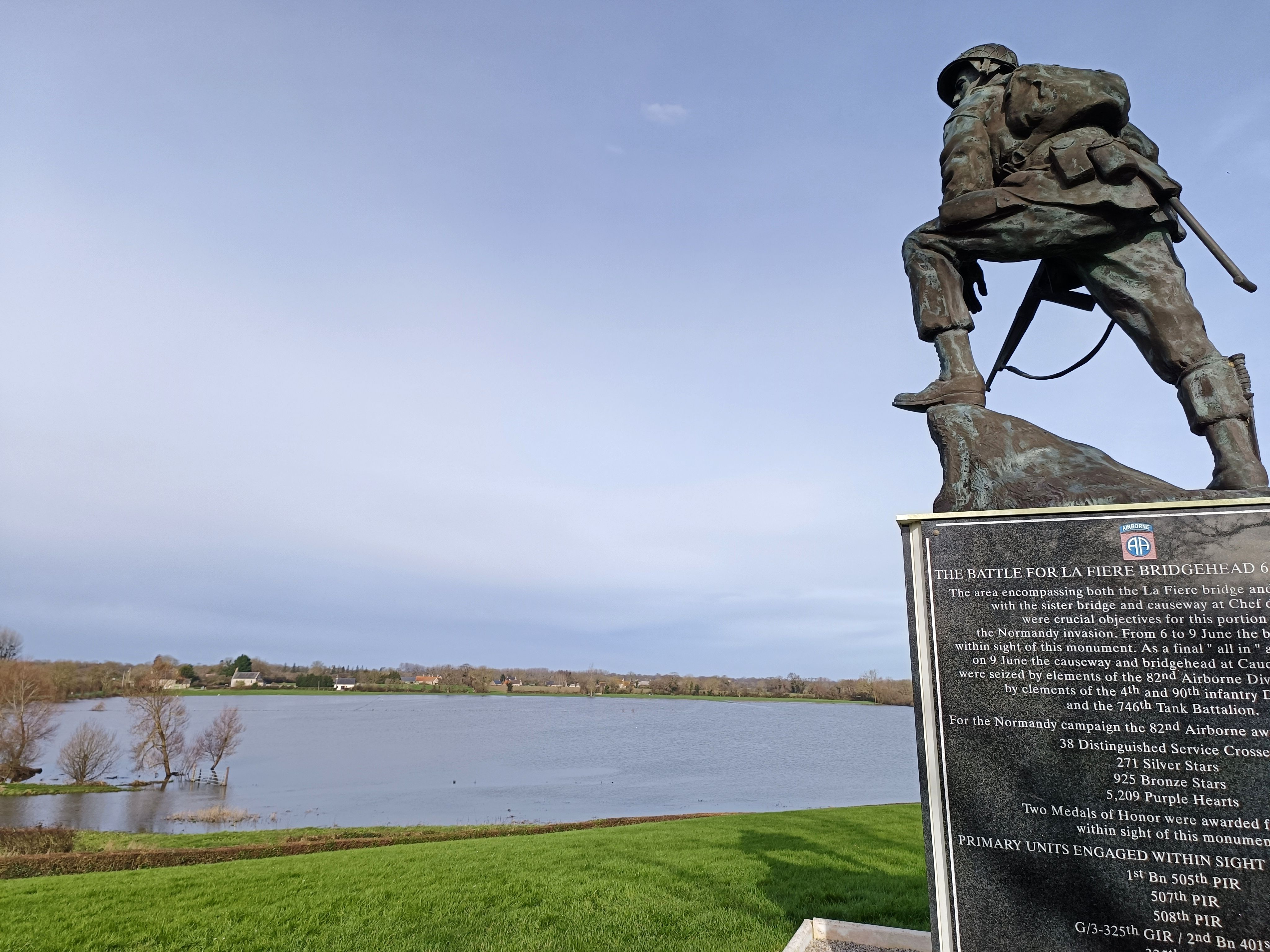
Iron Mike au parc mémorial de la Fière, du nom de la bataille à laquelle la 82e division aéroportée a participé (6-9/06/1944)
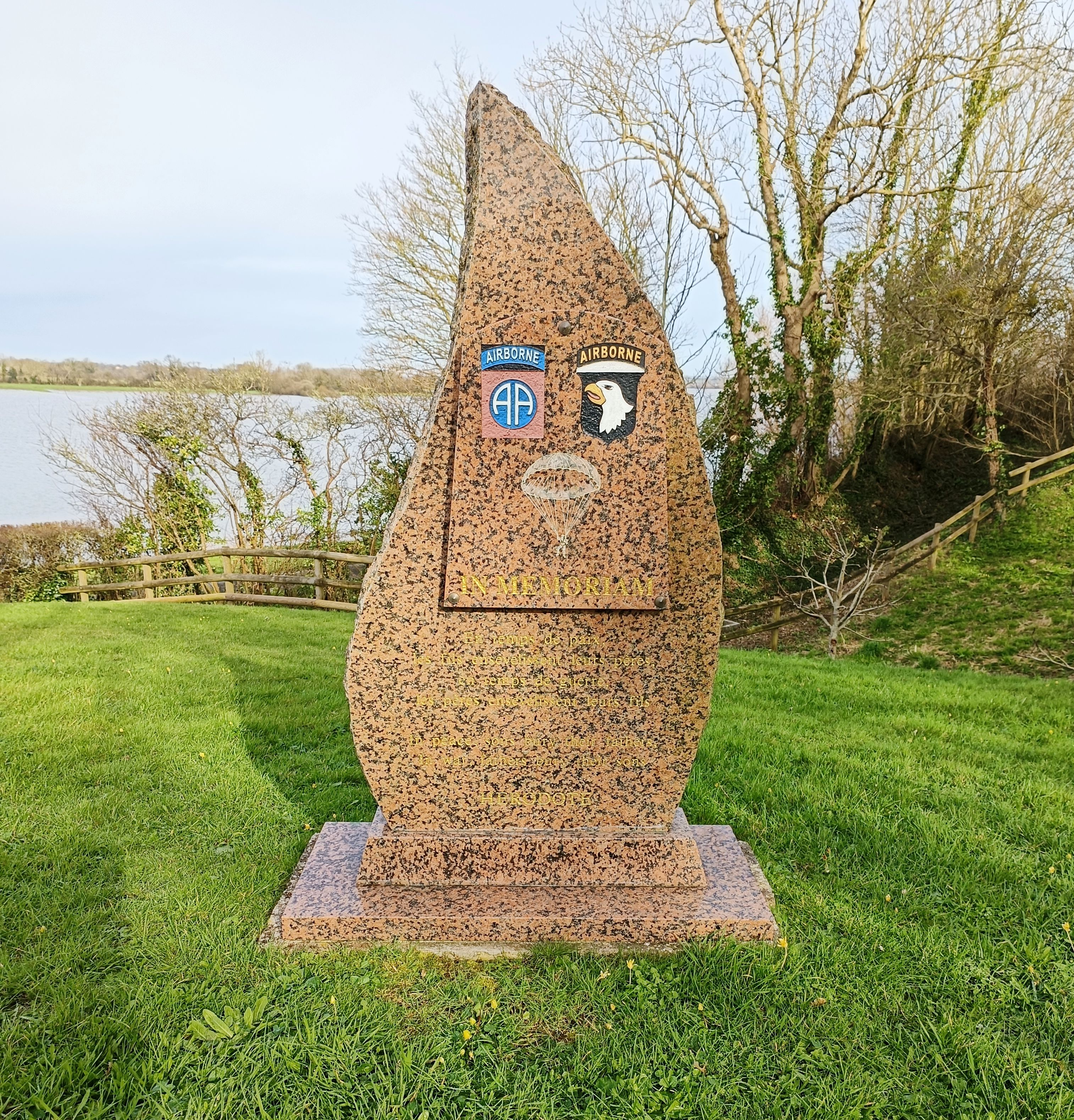
Stéle au parc mémorial de la Fière dédiée aux 82e et 101e divisions aéroportées

### OpérationMarket Garden
En septembre 1944, sous les ordres du général Gavin — le plus jeune général américain du conflit, surnommé « Jumping general » ou « Slim Jim » —, la division participe à l’opération Market Garden, la plus importante opération aéroportée de la guerre. Sa mission est de s’emparer des ponts de Grave et de Nimègue.

### Bataille des Ardennes

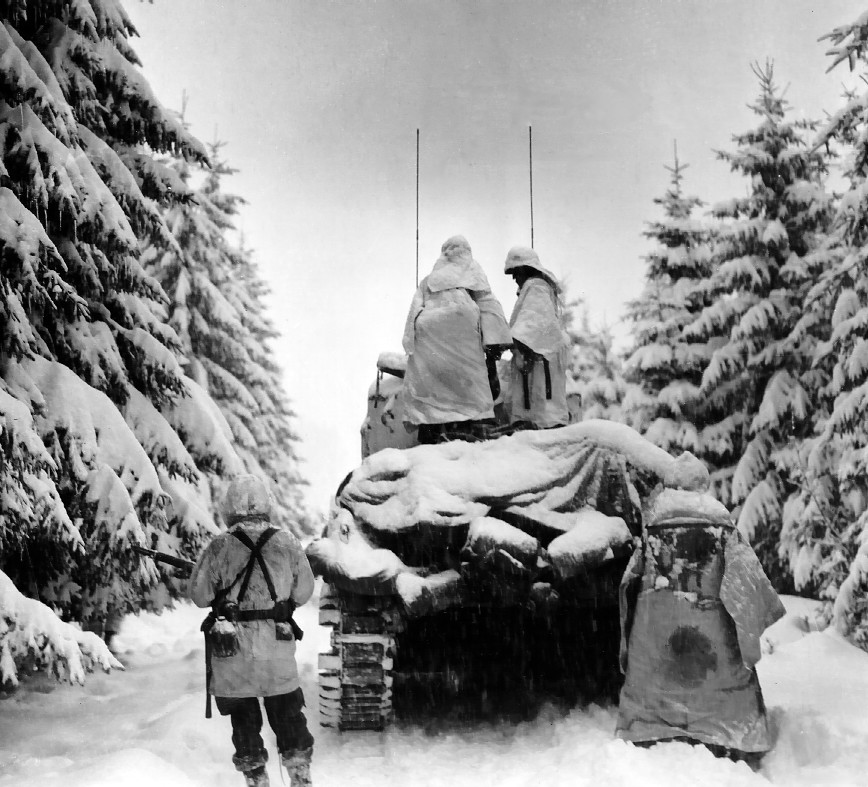
Janvier 1945, la division avait des unités blindées.

En réserve dans la région de Reims, la division est dirigée vers les Ardennes belges et, du 16 décembre 1944 à fin janvier 1945, elle est engagée dans la région de Stavelot. Elle participe aux combats de La Gleize et de Stoumont.

### 1945: les derniers mois du conflit mondial

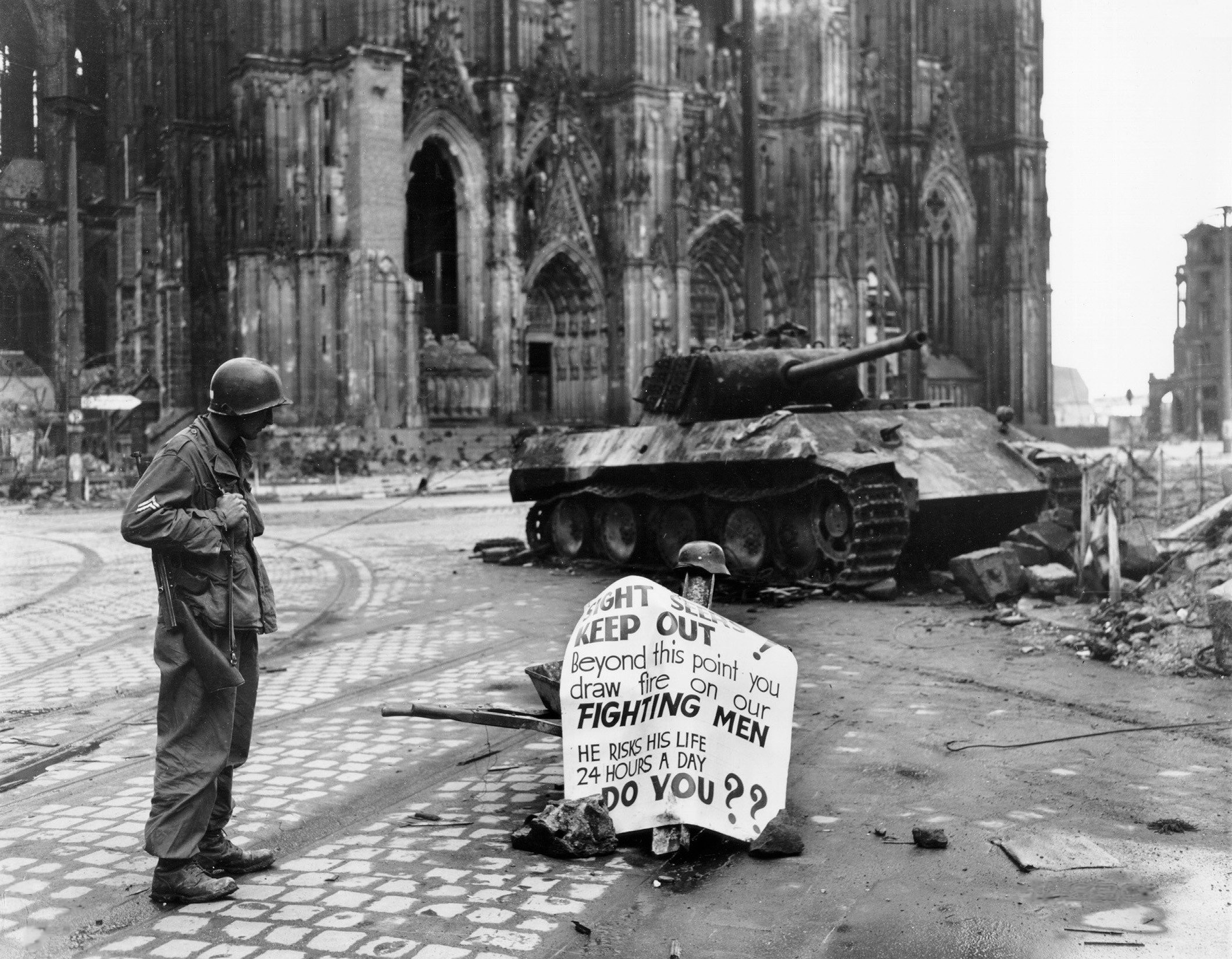
Cologne, 4 avril 1945.

En janvier 1945, elle est dotée d'une unité blindée, équipée de M4 Sherman, M36 Jackson, M10 Wolverine, M7 Priest, M8 Greyhound.
En février 1945, elle combat dans la Ruhr puis revient en France pour se reformer.
En avril 1945, elle est sur l’Elbe en Allemagne et effectue la jonction avec l’Armée rouge.
Début mai 1945, elle libère le camp de Neuengamme et la plupart de ses kommandos.
Après la capitulation allemande du 8 mai 1945, elle est envoyée à Berlin.
Sur la totalité du conflit mondial, la division déplore la perte de 1 619 tués au combat, 6 560 blessés et 332 morts de leurs blessures.

## Saint-Domingue
En avril 1965, la division est engagée dans une opération en République dominicaine en proie à une guerre civile.

## Guerre du Viêt Nam
En février 1968, à la suite de l’offensive du Tết, une brigade de la division est envoyée à Hué.
En 22 mois de présence, elle enregistre 184 tués et 1 009 blessés au combat.

## Honduras
En mars 1988, des éléments sont déployés au Honduras lors de l'opération Golden Pheasant.

## Guerre du Golfe (1990-1991)

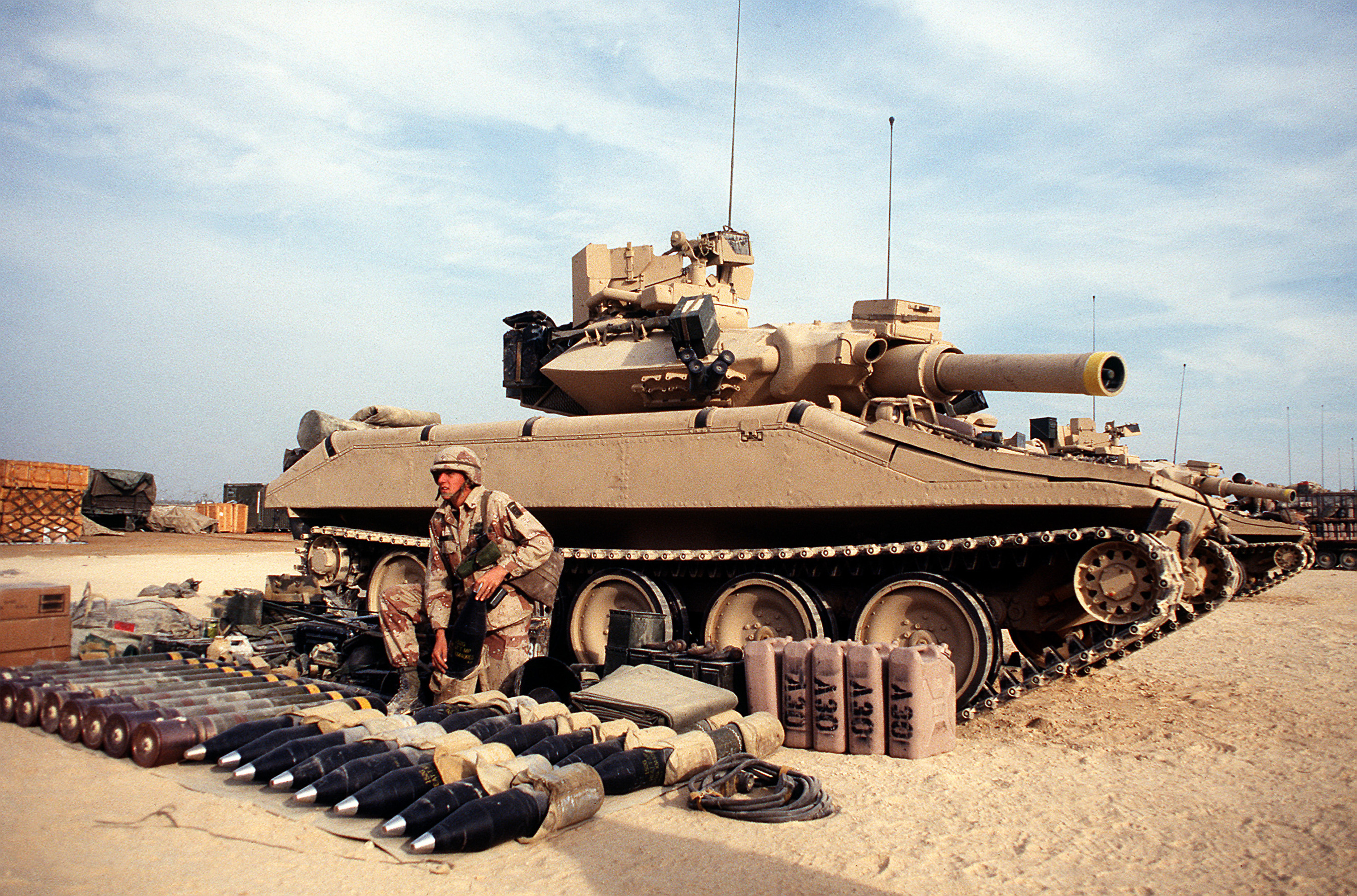
Un M551 Sheridan de la 82e aéroportée durant la guerre du Golfe.

Elle participe à ce conflit. Notamment, une de ses brigades — la seconde — est placée sous le contrôle opérationnel de la division Daguet française.

## Guerre d'Afghanistan (2001)
Elle est présente en Afghanistan à partir du début du conflit, en 2001, et est basée principalement dans le sud.

## Guerre en Irak

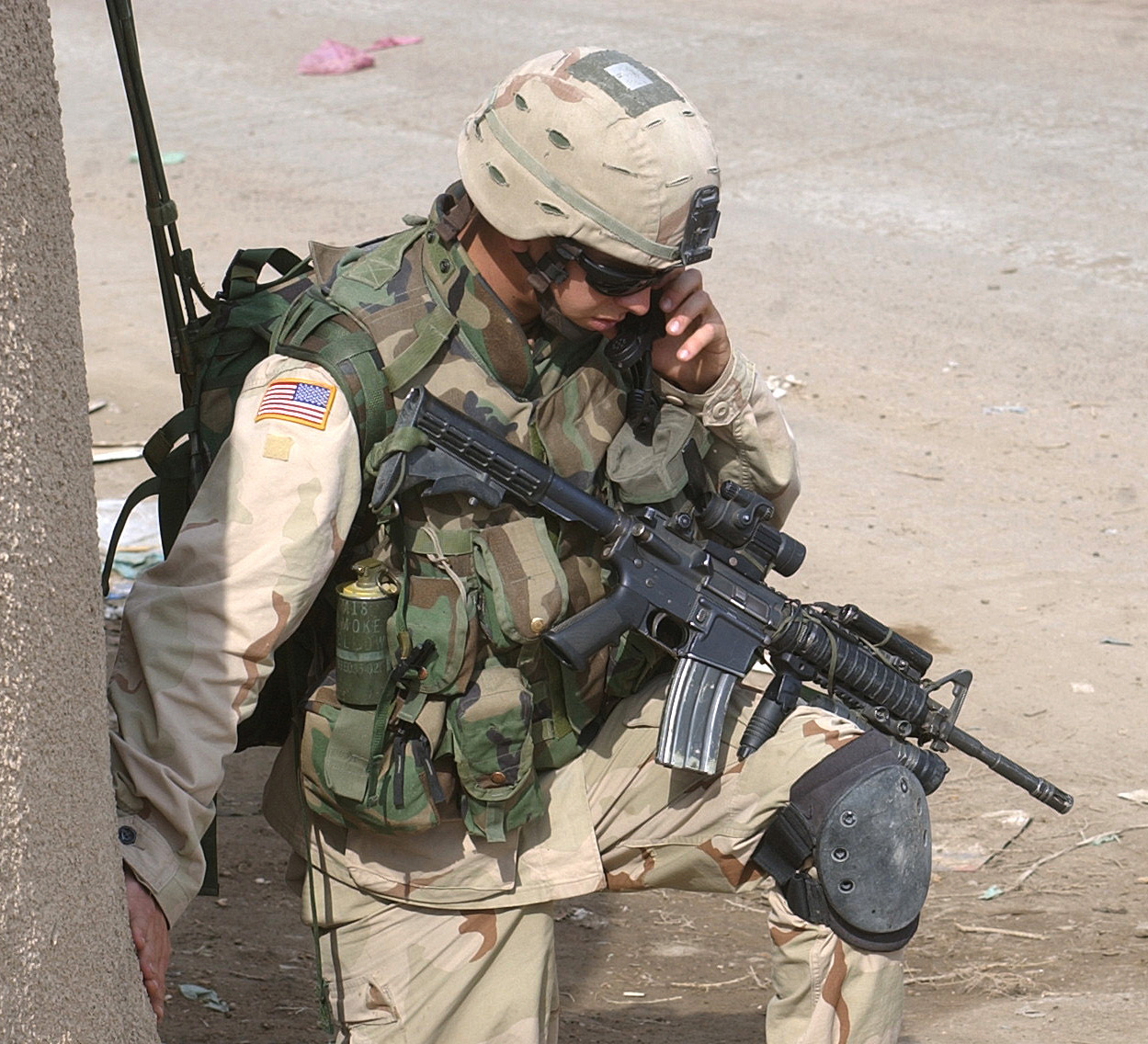
Soldat de la 82e à Falloujah.

Arrivée au Moyen-Orient durant l’hiver 2003, la 82e aéroportée reçoit pour mission la stabilisation de l’Ouest sunnite irakien, en particulier la ville de Falloujah. Ce sont des hommes de cette division qui ouvrent le feu sur une manifestation le 29 avril 2003, faisant 13 morts et 75 blessés.

## Opérations de secours en Louisiane en 2005
À la suite du désastre causé par l’ouragan Katrina, 5 000 parachutistes participent aux opérations de secours en Louisiane. Leur centre d’opérations est situé sur l’aéroport international de La Nouvelle-Orléans.

## Structure en 2005 et 2007
De nos jours, la 82nd Airborne Division est toujours une des composantes du XVIIIe corps aéroporté américain. Elle compte en 2005 trois brigades de combat :
- 1st Brigade / 504th Parachute Infantry Regiment ;
- 2nd Brigade / 325th Airborne Infantry Regiment ;
- 3rd Brigade / 505th Parachute Infantry Regiment.

Selon les plans de réorganisation de l’US Army, elle s’organise autour de quatre brigades de combat et d'une brigade de l'US Army Aviation en 2007.

## Opérations de secours en Haïti en 2010
Face au désastre causé par le tremblement de terre en Haïti du 12 janvier 2010, le président Barack Obama envoie plusieurs milliers d'hommes de la 82e division aéroportée pour assurer la sécurité et la réparation des routes et des ports dont la destruction bloque l'arrivée des vivres et des équipes de sauvetage.

## Commandants historiques

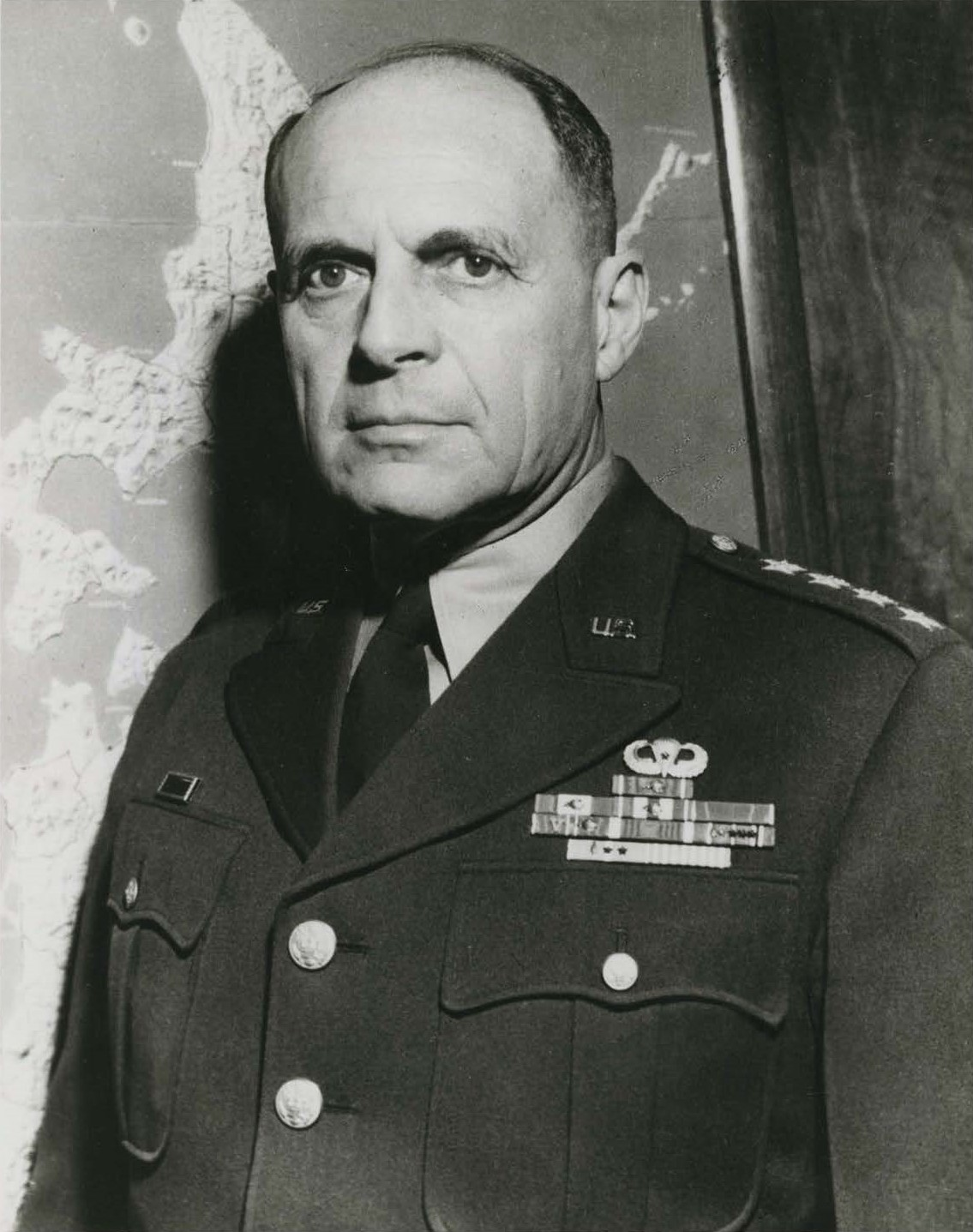
Matthew B. Ridgway.

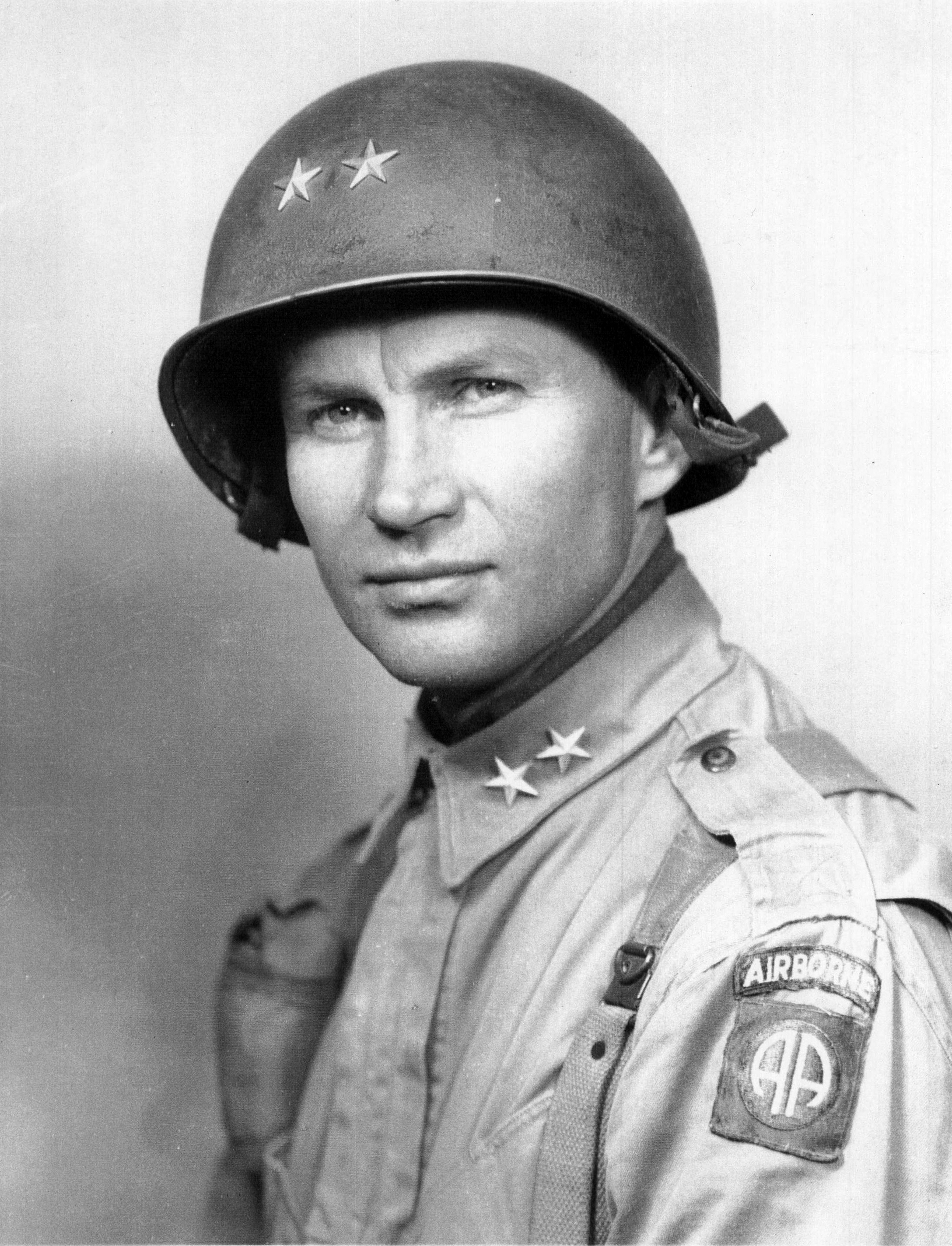
James M. Gavin.

Commandant (lors de la création) : Major general Matthew B. Ridgway
Adjoint : Brigadier general James M. Gavin, qui devient commandant après la bataille de Normandie ; 2e adjoint : Brigadier general George P. Howell

## Cinéma
Dans le film Le Jour le plus long, Le lieutenant-colonel Benjamin H. Vandervoort du 2e bataillon du 505e régiment d’infanterie aéroportée est interprété par John Wayne.
Le lieutenant-colonel H. Vandervoort, âgé de 27 ans le Jour J, est blessé à la cheville gauche lors de son parachutage ; il refuse de se faire soigner afin de participer à la prise et à la sécurisation de Sainte-Mère-Église : cet acte de bravoure a intéressé les scénaristes du film et le rôle de son personnage a ensuite été attribué à l’emblématique John Wayne, pourtant âgé de 55 ans au moment du tournage.